# Кучук Джанхотов
Кучук (Кущук) Джантохович Джанхотов (1758—1830) — последний Верховный князь, Пшишхо (князь-валий) Кабарды (1809—1822), первый председатель Кабардинского временного суда (1822—1830).

## Биография
Происходил из рода кабардинских князей Бекмурзиных, многие представители которого верно служили России и известны в её истории как князья Бековичи-Черкасские. Старший сын князя Джанхота Бекмурзина. Родными братьями его деда, князя-валия Кабарды Татархана Бекмурзина были лейб-гвардии капитан Преображенского полка Александр Бекович-Черкасский — сподвижник Петра I, и генерал-майор Эльмурза Бекович-Черкасский.
В 1787—1788 годах князь Кучук Джанхотов участвовал в военном походе кабардинцев под командованием генерал-майора И. П. Горича в Закубанье против турок и крымских татар. В 1795 году был произведен в премьер-майоры «с жалованьем по чину», а в 1796 году получил чин полковника «за отличное усердие при учреждении родовых судов».
К началу XIX века князь Кучук Джанхотов становится одним из влиятельнейших владельцев Кабарды. С 1809 года — последний князь—валий Кабарды, признанным лидером которой оставался до самой смерти, несмотря на то что должность старшего князя была упразднена с окончательным утверждением в Кабарде российской административной и судебной системы (1822). В том же 1822 году был назначен председателем Кабардинского временного суда.
Имел собственный аул на реке Черек/Псыгансу, а также земли близ Нальчика и Екатеринограда.
Пристав Кабарды генерал И. П. Дельпоццо отмечал его «отменную твердость характера». Он был вынужден лавировать между двумя непримиримо враждовавшими сторонами: непокорными кабардинцами и представителями русской военной администрации. Его колебания относительно мер, связанных с окончательным покорением Кабарды, вызывали недовольство и подозрения высших военных чинов на Кавказе. Генерал С. А. Булгаков ему не доверял. Генерал Дельпоццо переменил мнение о нем, о чем свидетельствует выдержка из одного его донесения: «Он есть первое орудие, руководящее народ к возмущению». Вместе с генералом Н. Ф. Ртищевым князь-валий Кучук Джанхотов предпринимал усилия, направленные на принятие дигорцами подданства России, выступал как активный политический деятель своего времени, стремившийся к установлению взаимопонимания между народами Северного Кавказа и Россией. Трое его сыновей не разделяли политических взглядов отца, были активными участниками антиколониальной борьбы кабардинцев против России и погибли в разное время.

## Семья и дети
Был трижды женат. Имел трёх сыновей и двух дочерей. Старший сын утонул во время переправы через Кубань, второй погиб в окрестностях Георгиевска. Младший (третий) сын Джамбулат был убит русскими в октябре 1825 года в Нальчике.
Дочери — Хамсад (первым браком была замужем за малокабардинским князем Таусултановым, вторым — за ногайским мурзой полковником Тогановым), Чебахан (Кебахан, замужем за кабардинским князем Наурузовым). Братья — Крымгирей, Ельмурза и Уцми (в крещении Николай).
Последний князь-валий Кабарды Кучук Джантохов был похоронен на родовом кладбище в селении своего имени (ныне — Псыгансу), рядом с останками своего отца Джантоха и деда Татархана.